# Рей, Тера
Те́ра Рей (англ. Tera Wray, настоящее имя Тера Лентс, англ. Tera Lents; 14 апреля 1982 — 13 января 2016) — американская порноактриса. Своё сценическое имя составила из настоящего имени Тера и среднего имени лучшей подруги — Рей.

## Биография
Тера с детства мечтала стать порноактрисой. Её первой работой была работа судьёй в юношеской софтбольной лиге. В возрасте 17 лет у неё диагностировали рак, который она смогла победить.
Позже она работала эротической актрисой в Pleasure Productions. Летом 2006 года она подписала свой первый профессиональный контракт, и первой сценой стала Naughty Auditions с Ли Стоуном. Рей часто снималась в порнофильмах альтернативных жанров. Так, летом 2007 года она снялась в фильме Tattooed & Tight, где занималась сексом с партнёром, которому делали татуировку в процессе съёмки.
Во время летнего тура Ozzfest Оззи Осборна, где она работала моделью спонсора тура Hustler Lingerie, она познакомилась с фронтменом группы Static-X Уэйном Статиком, и 10 января 2008 года пара поженилась в Лас-Вегасе. В августе 2008 года Рей объявила о своём уходе из порноиндустрии. Тера Рэй сообщила о прекращении употребления наркотиков в 2009 году. В 2009 году Static-X выпустили свой шестой студийный альбом Cult of Static. На этом альбоме представлены два трека, относящиеся к Рэй: «Tera-Fied», каламбур по имени Теры, и «Stingwray», отсылка к ее Corvette Stingray.
1 ноября 2014 года Рей овдовела: Уэйн умер от последствий принятия ксанакса, смешанного с алкоголем и другими таблетками. Она покончила с собой в своем доме в Джошуа-Три, Калифорния 13 января 2016 года. На тот момент Рэй было 33 года. Ее соседка по комнате и подруга Джей’э Джонс обнаружила тело девушки у себя дома в тот вечер. В записке, оставленной Рэй для Джонс было поручено позвонить ее матери, ее адвокату и нескольким другим лицам.

## Премии и номинации
- 2008 финалист F.A.M.E. Award — Лучшая начинающая старлетка[16]
- 2008 номинация на AVN Award — Лучшая новая старлетка
- 2008 номинация на AVN Award — Самая «жёсткая» сцена секса — Tattooed & Tight (с Марком Зейном)[3][4][17]
- 2008 номинация на XBIZ Award — Новая старлетка года[18]
- 2009 номинация на AVN Award — Лучшая парная лесбийская сцена секса — The Orifice[19]
- 2009 номинация на AVN Award — Самая «жёсткая» сцена секса — Tattooed & Tight 3[19]